# آبل پرالتا
آبل پرالتا (انگلیسی: Abel Peralta؛ زادهٔ ۱ مارس ۱۹۸۹) بازیکن فوتبال اهل آرژانتین است.